# Godfried Danneels
Godfried Danneels (1933–2019) là một Hồng y người Bỉ của Giáo hội Công giáo Rôma. Ông từng đảm nhiệm vai trò Tổng giám mục đô thành Tổng giáo phận Mechelen-Brussel trong vòng hơn 30 năm, từ năm 1979 đến khi hồi hưu năm 2010. Hồng y Đẳng Linh mục Nhà thờ Hiệu tòa S. Anastasia
Trước khi đảm nhận vai trò Tổng giám mục Mechelen-Brussel và song song với chức danh này, ông còn đảm nhận nhiều chức danh khác như: Giám mục chính tòa Giáo phận Antwerpen (1977–1979), Đại diện Công giáo tại Quân đội Bỉ (1980–1986), Thường vụ Công giáo tại Quân đội Bỉ (1986–2010). Ngoài các hiệm vụ tại các giáo phận cũng như giáo phận quân đội, ông cũng từng đảm nhiệm vai trò Chủ tịch Hội đồng Giám mục Bỉ từ năm 1979 đến năm 2010. Hồng y Danneels được vinh thăng Hồng y năm 1983, bởi Giáo hoàng Gioan Phaolô II.

## Tiểu sử
Hồng y Godfried Danneels sinh ngày 4 tháng 6 năm 1933 tại Kanegem, Bỉ. Sau quá trình tu học dài hạn tại các cơ sở chủng viện theo quy định của Giáo luật, ngày 17 tháng 8 năm 1957, Phó tế Danneels, 24 tuổi, tiến đến việc được truyền chức linh mục. Cử hành nghi thức truyền chức cho tân linh mục là Giám mục Emiel-Jozef De Smedt, Giám mục chính tòa Giáo phận Brugge. Tân linh mục cũng là thành viên linh mục đoàn giáo phận này.
Sau 20 năm thi hành các công việc mục vụ trên cương vị và thẩm quyền của một linh mục, ngày 4 tháng 11 năm 1977, Tòa Thánh loan tin Giáo hoàng đã quyết định tuyển chọn linh mục Godfried Danneels, 44 tuổi, gia nhập Giám mục đoàn Công giáo Hoàn vũ, với vị trí được bổ nhiệm là Giám mục chính tòa Giáo phận Antwerpen. Lễ tấn phong cho vị giám mục tân cử được tổ chức sau đó vào ngày 18 tháng 12 cùng năm, với phần nghi thức truyền chức được cử hành hết sức trọng thể với 5 giáo sĩ cấp cao, gồm vụ chủ phong là Hồng y Leo Jozef Suenens, Tổng giám mục đô thành Mechelen-Brussel và 4 vị giáo sĩ khác, trong vai trò phụ phong, gồm có Giám mục chính tòa Brugge, Emiel-ozef De Smedt; giám mục Jules Victor Daem, nguyên giám mục chính tòa giáo phận Antwerpen; giám mục Jean Huard, giám mục chính tòa giáo phận Tournai và giám mục chính tòa giáo phận Liège, Guillaume Marie van Zuylen. Tân giám mục chọn cho mình khẩu hiệu APPARUIT HUMANITAS DEI NOSTRI.
Chỉ sau hai năm được truyền chức, Tòa Thánh quyết định chọn vị giám mục trẻ tuổi Godfried Danneels làm Tổng giám mục đô thành Tổng giáo phận Mechelen-Brussel. Quyết định này được cho công bố cách rộng rãi vào ngày 19 tháng 12 năm 1979. Tiếp tục, ngày 15 tháng 9 năm 1980, ông được chọn làm Đại diện Công giáo tại Quân đội Bỉ cho đến khi trở thành Thường vụ Công giáo tại Quân đội Bỉ từ ngày 21 tháng 7 năm 1986.
Qua Công nghị Hồng y năm 1983 cử hành ngày 2 tháng 2, Giáo hoàng Gioan Phaolô II vinh thăng Tổng giám mục Godfried Danneels tước vị Hồng y. Tân Hồng y thuộc đẳng Hồng y Đẳng Linh mục và Nhà thờ được chỉ định là Nhà thờ Sant'Anastasia.
Trong Hội đồng Giám mục, ông đảm nhận vai trò Chủ tịch Hội đồng Giám mục Bỉ từ ngày 19 tháng 12 năm 1979 đến khi hồi hưu ngày 18 tháng 1 năm 2010.
Ngày 18 tháng 1 năm 2010, Tòa Thánh chấp thuận đơn xin hồi hưu của ông vì lý do tuổi tác theo Giáo luật. Ông dừng vai trò Tổng giám mục Mechelen-Brussel từ đây. Riêng nhiệm vụ Thường vụ tại Quân đội Bỉ ông tiếp tục giữ cho đến ngày 27 tháng 2 cùng năm.
Ông qua đời ngày 14 tháng 3 năm 2019, thọ 86 tuổi.